# 柬埔寨救國運動
柬埔寨救国运动（简称CNRM）是一个柬埔寨的政党。该政党于2018年宣布成立，以取代2017年被柬埔寨政府所取缔的柬埔寨救国党。然而，柬埔寨政府将柬埔寨救国运动视为恐怖组织。